# Cimetière Zahir-od-Dowleh
Le cimetière Zahir-od-Dowleh (en persan ظهيرالدوله), situé Shemiran (maintenant un quartier à l'intérieur des limites de la ville de Téhéran), est un cimetière nommé d'après Zahir-od-Dowleh (fa).
Des artistes iraniens très importants comme Iraj Mirza, Mohammad Taghi Bahar, Forough Farrokhzad, Abolhasan Saba, Ruhollah Khaleghi, Qamar-ol-Moluk Vaziri, Rahi Moayeri, et Darvish Khan sont enterrés dans ce cimetière.

## Galerie

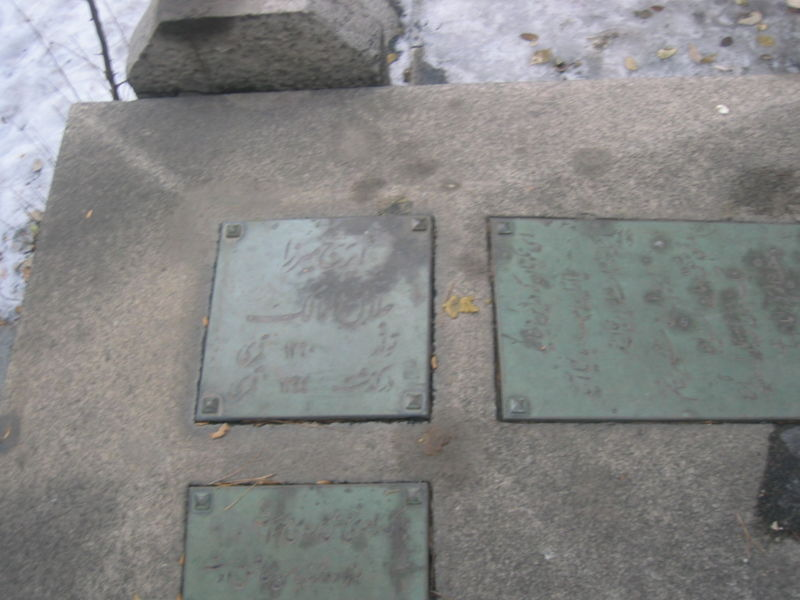
Iraj Mirza
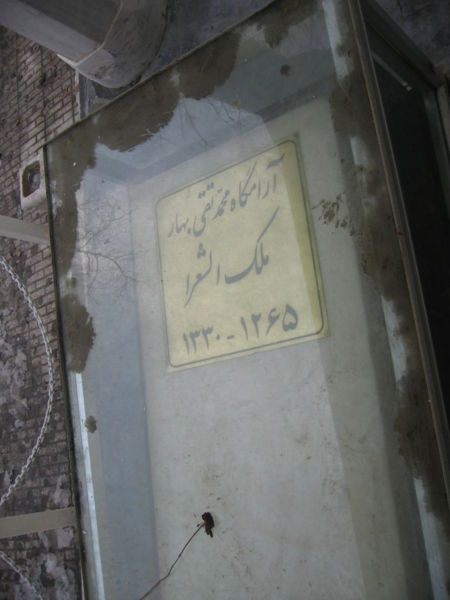
Mohammad Taghi Bahar
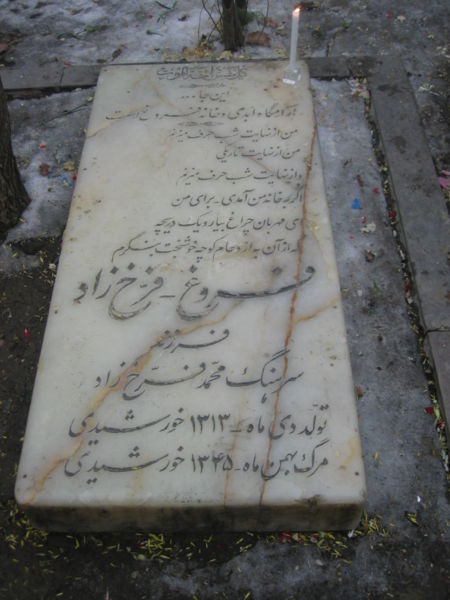
Forough Farrokhzad
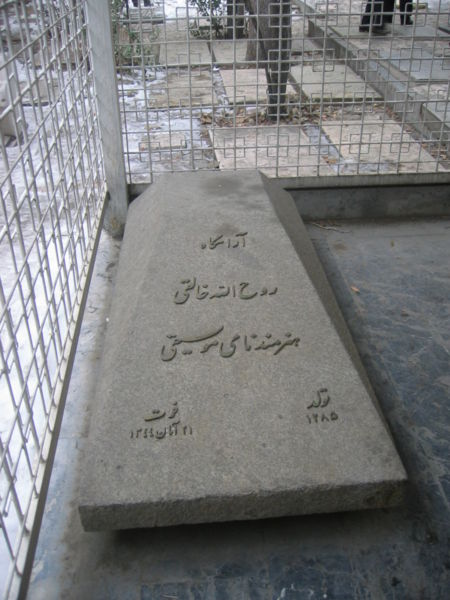
Ruhollah Khaleghi
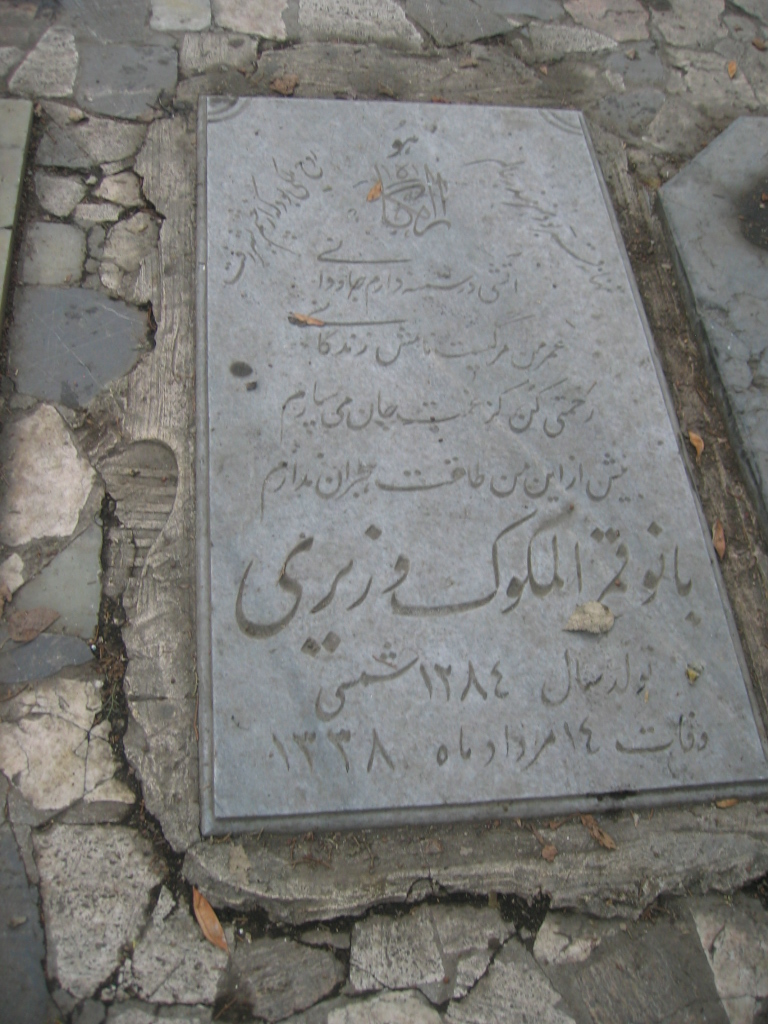
Ghamar-ol-molook Vaziri